# Yuea chusqueicola
Yuea chusqueicola — вид грибів, що належить до монотипового роду  Yuea.